# Chordeiles acutipennis
Chordeiles acutipennis е вид птица от семейство Caprimulgidae.

## Разпространение
Видът е разпространен в Белиз, Боливия, Бразилия, Венецуела, Гватемала, Гвиана, Еквадор, Канада, Колумбия, Коста Рика, Мексико, Никарагуа, Панама, Парагвай, Перу, Салвадор, Суринам, САЩ, Тринидад и Тобаго, Френска Гвиана, Хондурас и Чили.